# Catapulte
Catapulte – francuski niszczyciel z początku XX wieku i okresu I wojny światowej, typu Arquebuse.
Początkowo służył w 2. Lekkiej Eskadrze na kanale La Manche, następnie skierowany na Morze Śródziemne (wraz z "Bombarde" i "Bélier"). 18 maja 1918 roku zatonął koło przylądka Bon po zderzeniu z brytyjskim statkiem SS "Warrimoo".